# Danby Wiske
Danby Wiske är en ort i civil parish Danby Wiske with Lazenby, i kommunen North Yorkshire, Storbritannien. Den ligger i grevskapet North Yorkshire och riksdelen England, i den centrala delen av landet, 300 km norr om huvudstaden London. Danby Wiske ligger 38 meter över havet. Danby Wiske var en civil parish fram till 2003 när blev den en del av Danby Wiske with Lazenby. Civil parish hade 225 invånare år 1961. Byn nämndes i Domedagsboken (Domesday Book) år 1086, och kallades då Danebi.
Terrängen runt Danby Wiske är platt. Runt Danby Wiske är det ganska tätbefolkat, med 67 invånare per kvadratkilometer. Närmaste större samhälle är Darlington, 16,4 km norr om Danby Wiske. Trakten runt Danby Wiske består till största delen av jordbruksmark.